# (2212) Hephaistos
(2212) Hephaistos ist ein Asteroid des Apollo-Typs, der am 27. September 1978 von L. I. Tschernych am Krim-Observatorium in Simejis entdeckt wurde.
Benannt wurde der Asteroid nach dem griechischen Gott Hephaistos.